# 레드 벤처스
레드 벤처스(Red Ventures)는 2020년 10월 30일부터 론리 플래닛, CNET, 지디넷, TV 가이드, 메타크리틱, 게임스팟, 자이언트 밤, 더 포인츠 가이, 차우하운드의 소유 기업이자 미국의 미디어 기업이다. 또, 2019년부터는 헬스라인 미디어, 2017년부터는 뱅크레이트를 소유하고 있다.
레드 벤처스는 뉴스, 어드바이스, 리뷰를 전달하는, 이른바 통합된 마켓플레이스에 초점을 두고 있다.
레드 벤처스의 본사는 샬럿의 교외 지역인 사우스캐롤라이나주 인디언랜드에 위치한다.

## 역사
레드 벤처스는 1999년 9월 29일 설립되었다.